# Новоселівка (Вознесенський район)
Новосе́лівка — село в Україні, у Доманівській селищній громаді Вознесенського району Миколаївської області. Населення становить 188 осіб. Колишній орган місцевого самоврядування — Володимирівська сільська рада. Відстань до центру громади становить 17 км і проходить автошляхом місцевого значення.

## Люди
В селі народились:
- Лихий Іван Миколайович (1914–1943) — Герой Радянського Союзу.
- Твердохлібов Арсеній Савелійович (1914–1952) — Герой Радянського Союзу.
- Ткач Анатолій Петрович (1921–1979) — український правознавець.